# Sperry Top-Sider
Sperry o Sperry Top-Sider è un'azienda statunitense di scarpe da barca fondata nel 1935 da Paul A. Sperry.
Sperry era il fratello maggiore dello scrittore e illustratore Armstrong Sperry, i cui libri spesso presentavano un tema nautico. Sperry, o Top-Siders, furono le prime scarpe da barca introdotte nei mercati della nautica e delle calzature. Oggi il marchio Sperry è di proprietà di Wolverine World Wide e ha sede a Waltham nel Massachusetts.

## Storia
Durante la navigazione sul Long Island Sound, l'inventore e marinaio Paul A. Sperry scivolò sul ponte della sua barca e cadde in mare. Fu in grado di risalire a bordo, ma l'esperienza lo spinse a sviluppare una scarpa antiscivolo. Mentre sperimentava la possibilità di scarpe antiscivolo, notò la capacità dei suoi cani di correre giù per la collina ghiacciata senza scivolare. Le scanalature sulle zampe del suo cocker spaniel, Prince, lo ispirarono a provare a intagliare scanalature in una suola in gomma naturale. Lo schema di scanalature, o crepe, sulle zampe del suo cane gli diede l'idea di una scarpa in tela con una trama incisa a spina di pesce sulla suola.
Il taglio di scanalature nella suola del Top-Sider fu un'implementazione di un processo di incisione o intaglio (siping) di una suola di scarpe inventata e brevettata negli anni venti da John Sipe. Questo processo ha contribuito a massimizzare la trazione della scarpa da barca Authentic Original Sperry Top-Sider, introdotta per la prima volta nel 1935. La prima scarpa di Sperry presentava una suola bianca, che impediva alla scarpa di lasciare impronte sul ponte di una barca. La Commonwealth Shoe and Leather Co. seguito ha collaborato con Paul A. Sperry per progettare un nuovo design di scarpe in pelle realizzato con pelle appositamente conciata che in seguito è diventata la scarpa da barca originale autentica Sperry.
Le scarpe Sperry rimasero un prodotto di nicchia per i diportisti fino al 1939, quando la Marina degli Stati Uniti negoziò i diritti per poter fabbricare la scarpa per i suoi marinai presso la United States Naval Academy. Come risultato di questo aumento della produzione, Paul A. Sperry vendette il marchio Sperry alla US Rubber Co. nel 1940. Nel 1979 la Stride Rite Corporation acquistò sia Sperry sia Keds dalla US Rubber Company. Nel 2007 Payless ShoeSource ha acquisito Sperry Top-Sider nell'ambito di un'acquisizione multimarca, ma la società è stata nuovamente acquisita nel 2012, insieme agli altri marchi del portafoglio Collective Brands Inc. Performance and Lifestyle Group, da Wolverine World Wide e Blum Capital Partners per 1,23 miliardi di dollari.

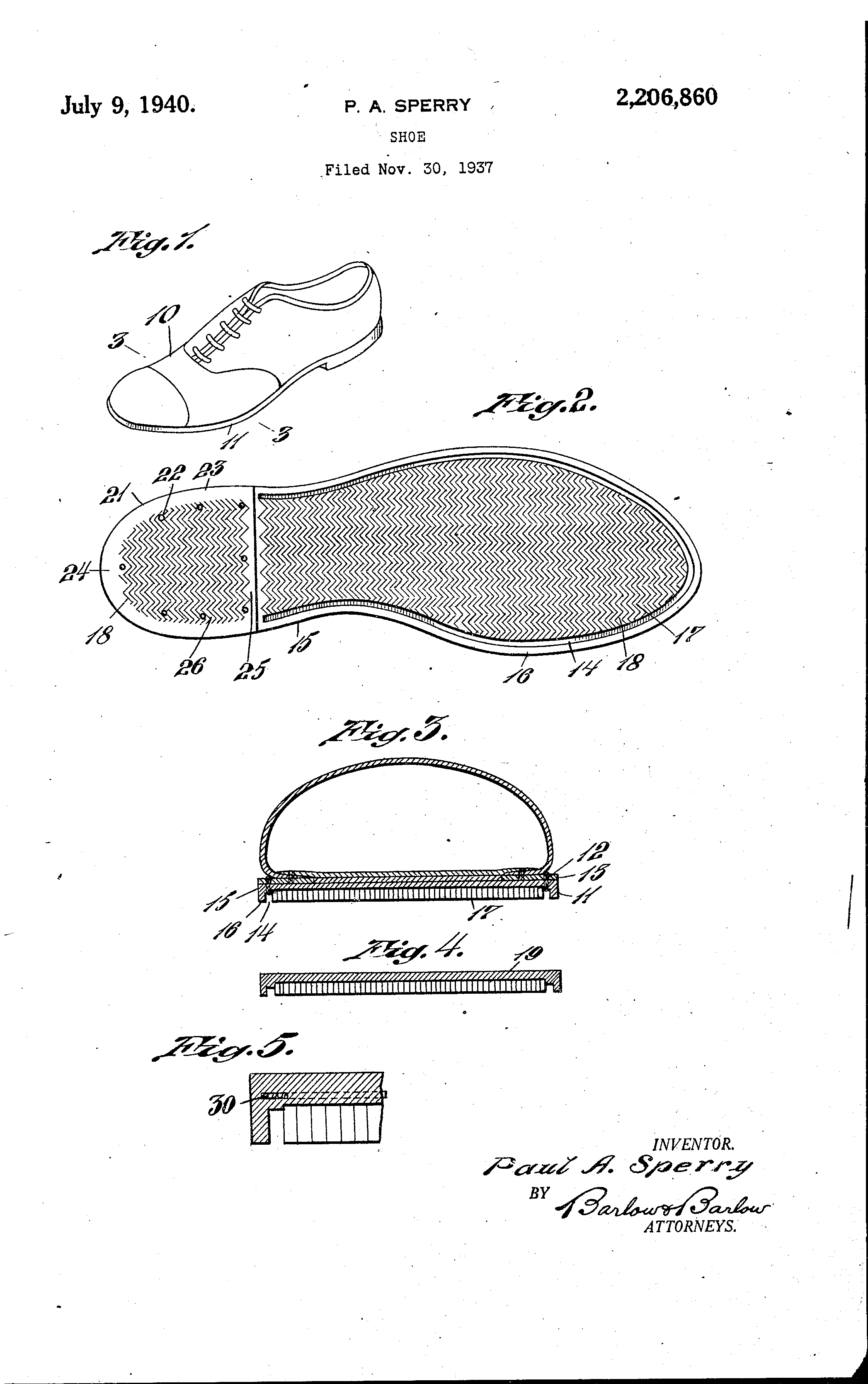
La domanda di brevetto per la scarpa da barca originale Paul Sperry's Sperry Authentic.

## Oggi
Dal 2001 al 2014 Craig L. Reingold ha ricoperto il ruolo di Brand President di Sperry, ma all'uscita di Reingold dalla società Wolverine World Wide ha annunciato in un comunicato stampa del 15 settembre 2015 Rick Blackshaw, ex Brand President di Keds, come presidente del marchio Sperry. All'inizio del 2015 il presidente Sperry Rick Blackshaw ha annunciato che il marchio aveva eliminato il soprannome "Top-Sider" dal nome dell'azienda come parte della nuova campagna di marca dell'azienda calzaturiera.
Nel febbraio 2017, il CEO di Wolverine World Wide Blake Kruger ha nominato Tom Kennedy, precedentemente presidente del gruppo Apparel & Accessories, per la posizione di Brand President.
A partire dalla fine degli anni 2000, Sperry è diventato popolare tra ragazze e ragazzi, dai bambini agli adulti. Bambini, giovani, ragazzi e studenti universitari hanno reso Sperry alla moda come abbigliamento quotidiano. Una tendenza rimasta popolare fino alla fine degli anni ottanta.

## Vela
Sperry è lo sponsor ufficiale delle calzature dello US Sailing Team Sperry, US Junior Olympic Sailing Team e US Paralympics Sailing Team.
Nel 1987, Sperry Top-Sider è stato sponsor ufficiale dell'America's Cup World Series . Le scarpe Sperry sono state indossate dallo Skipper campione Dennis Conner durante la gara. Sperry è stato sponsor delle calzature per il torneo di vela dell'America's Cup per diversi anni, ma in seguito ha iniziato a sponsorizzare altri eventi velici.
Il 9 dicembre 2015 Sperry ha annunciato di essere diventato il partner ufficiale per le calzature della 35ª America's Cup e il fornitore ufficiale di calzature per Oracle Team Usa.
Il presidente Rick Blackshaw ha dichiarato in un comunicato stampa che "Nel cercare un vantaggio competitivo, gli atleti della Coppa America guardano alle calzature che li aiuteranno a mantenere l'agilità e la mobilità sui catamarani ad alte prestazioni utilizzati in competizione. Sperry lavorerà insieme a ORACLE TEAM USA per supportare e migliorare le prestazioni sviluppando una scarpa speciale da utilizzare durante l'allenamento e le gare. "
Footwear News ha annunciato il 19 febbraio 2016 che Sperry era diventato anche il fornitore ufficiale di calzature del SoftBank Team Japan. Attraverso la loro partnership in Coppa America, Sperry ha annunciato che avrebbero collaborato con gli atleti per creare calzature personalizzate da indossare durante la competizione.

## Il progetto Odyssey

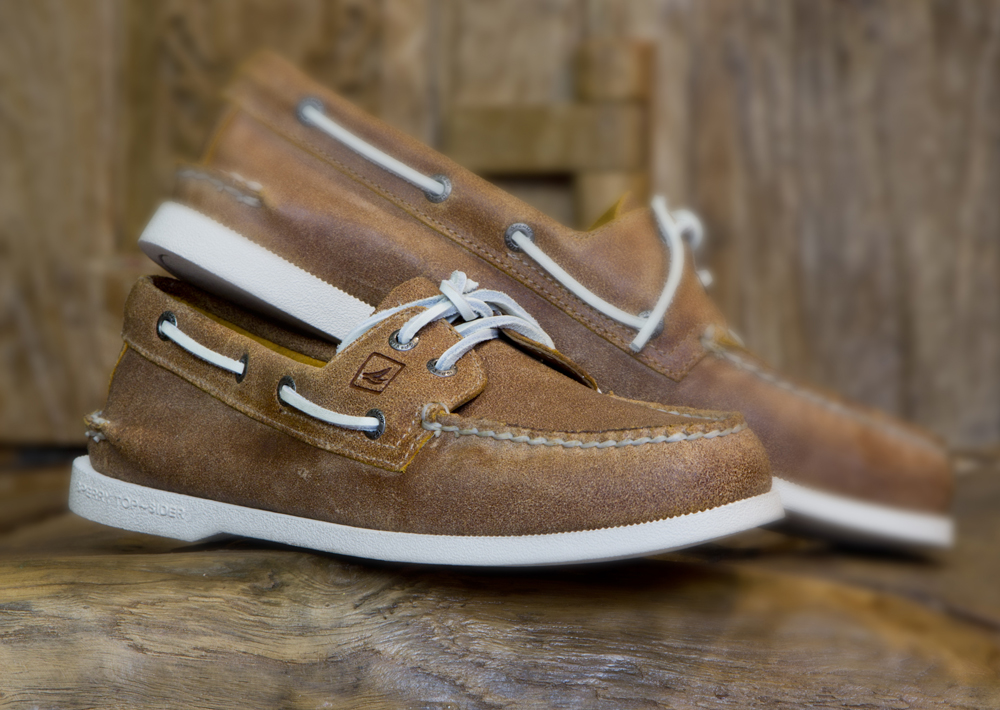
Un'autentica scarpa da barca originale inventata da Paul A. Sperry nel 1935.

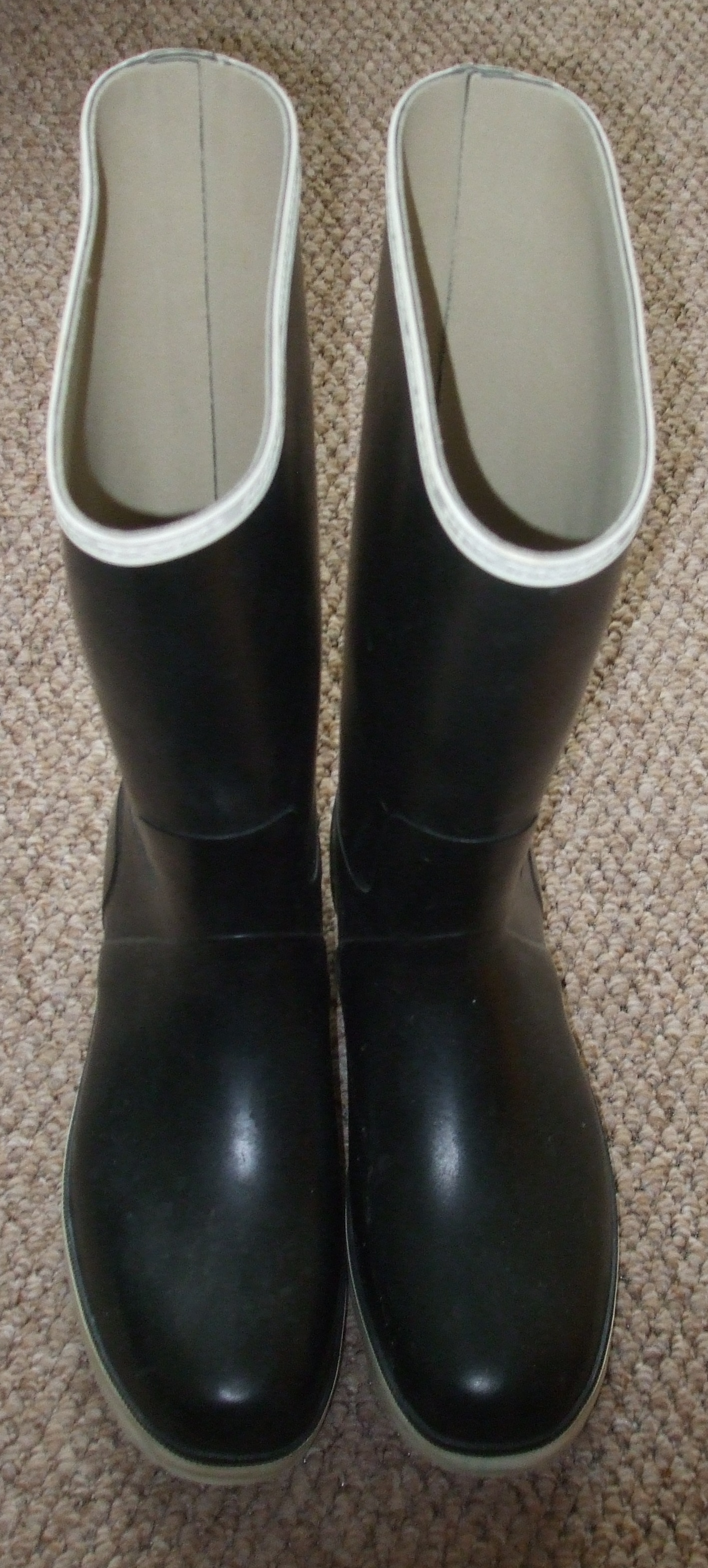
Stivali da vela in gomma nera Sperry Top-Sider con fascia superiore bianca e suola tagliata a rasoio.

Nel febbraio 2015, Sperry ha annunciato che, in occasione del suo 80º anniversario, la compagnia avrebbe inviato 80 influencer, innovatori e atleti in avventure in tutto il mondo. Gli influencer partecipanti avrebbero quindi creato contenuti e condiviso post sul loro viaggio sul sito Web di Sperry e sui social media. Come parte della campagna "Odysseys Await" del marchio, Sperry ha incoraggiato i consumatori a esplorare e sfuggire alla loro zona di comfort. I viaggiatori del Progetto Odyssey sono stati inviati in Nuova Zelanda, California, Florida, Islanda, Alaska, Costa Rica e Cuba, tra le altre destinazioni.

## Traguardi
Nel 2009 Footwear News ha nominato Sperry Top-Sider il marchio dell'anno.